# يوخن وولفرام
يوخن وولفرام (بالألمانية: Jochen Wolfram)‏ هو متسابق يخت ألماني، ولد في 22 ديسمبر 1966 في زندنهورست في ألمانيا.

## وصلات خارجية
- يوخن وولفرام على موقع أوليمبيديا (الإنجليزية)